# ダミオン・スコット
ダミオン・スコット（1976年12月28日 - ）は、別名：MOSHとして知られるアメリカと日本のアメリカンコミックブックアーティスト、コミックブック原作者、イラストレーター、デザイナー。
ジャマイカ出身、アメリカ合衆国・ニューヨーク市育ち。